# ヨリス・クラマー
ヨリス・クラマー（Joris Kramer、1996年8月2日）は、オランダ・北ホラント州ヘイロー出身のサッカー選手。NECナイメヘン所属。ポジションはDF。

## クラブ経歴
2016年8月5日、ヨングAZにて、エールステ・ディヴィジのFCオス戦でプロデビューを果たした。
2022年7月1日、NECナイメヘンに3年契約で移籍。